# Aayitha Ezhuthu
Pour plus de détails, voir Fiche technique et Distribution.
Aayitha Ezhuthu (ஆய்த எழுத்து) est un film tamoul de Kollywood réalisé par Mani Ratnam, sorti le 21 mai 2004. La musique a été composée par A.R. Rahman.
Mani Ratnam a réalisé simultanément une version hindi, Yuva.

## Synopsis
Le destin réunit trois jeunes hommes et leurs vies s'en trouvent profondément bouleversées.
Michael (Surya Sivakumar), un leader étudiant, conteste la légitimité du système politique en place et de ses élus, principalement Selva Nayagam (Bharathiraja) contre lequel il compte se présenter aux prochaines élections. À peine sorti de prison, Inba Shekar (Madhavan), attiré par l'argent facile, se met au service d'un truand qui lui ordonne d'éliminer Michael. Quant à Arjun (Siddharth Narayan), il ne rêve que de partir aux États-Unis, jusqu'au jour où il tombe amoureux d'une jolie indienne, Mira (Trisha Krishnan).
Sous les yeux de Arjun, Michael est grièvement blessé par les coups de feu tirés par Inba Shekar. L'événement va fortement marquer l'entrée dans la vie d'adulte des trois jeunes hommes…

## Fiche technique
- Titre : Aayitha Ezhuthu
- Titre original : ஆய்த எழுத்து
- Langues : tamoul
- Réalisateur : Mani Ratnam
- Scénario : Mani Ratnam
- Dialogues : Sujatha
- Musique : A.R. Rahman
- Photographie : Ravi K. Chandran
- Montage : A. Sreekar Prasad
- Production : Mani Ratnam, G. Srinivasan
- Société de production : Madras Talkies
- Pays : Inde
- Genre : Action, drame et thriller
- Durée : 160 minutes
- Date de sortie : 21 mai 2004 (Inde)

## Distribution
- Surya Sivakumar : Michael
- Madhavan : Inba Shekar
- Siddharth Suryanarayan : Arjun
- Trisha Krishnan : Mira
- Esha Deol : Geetha
- Bharathiraja : Selva Nayagam
- Meera Jasmine : Sasi